# 食通天

食通天標誌

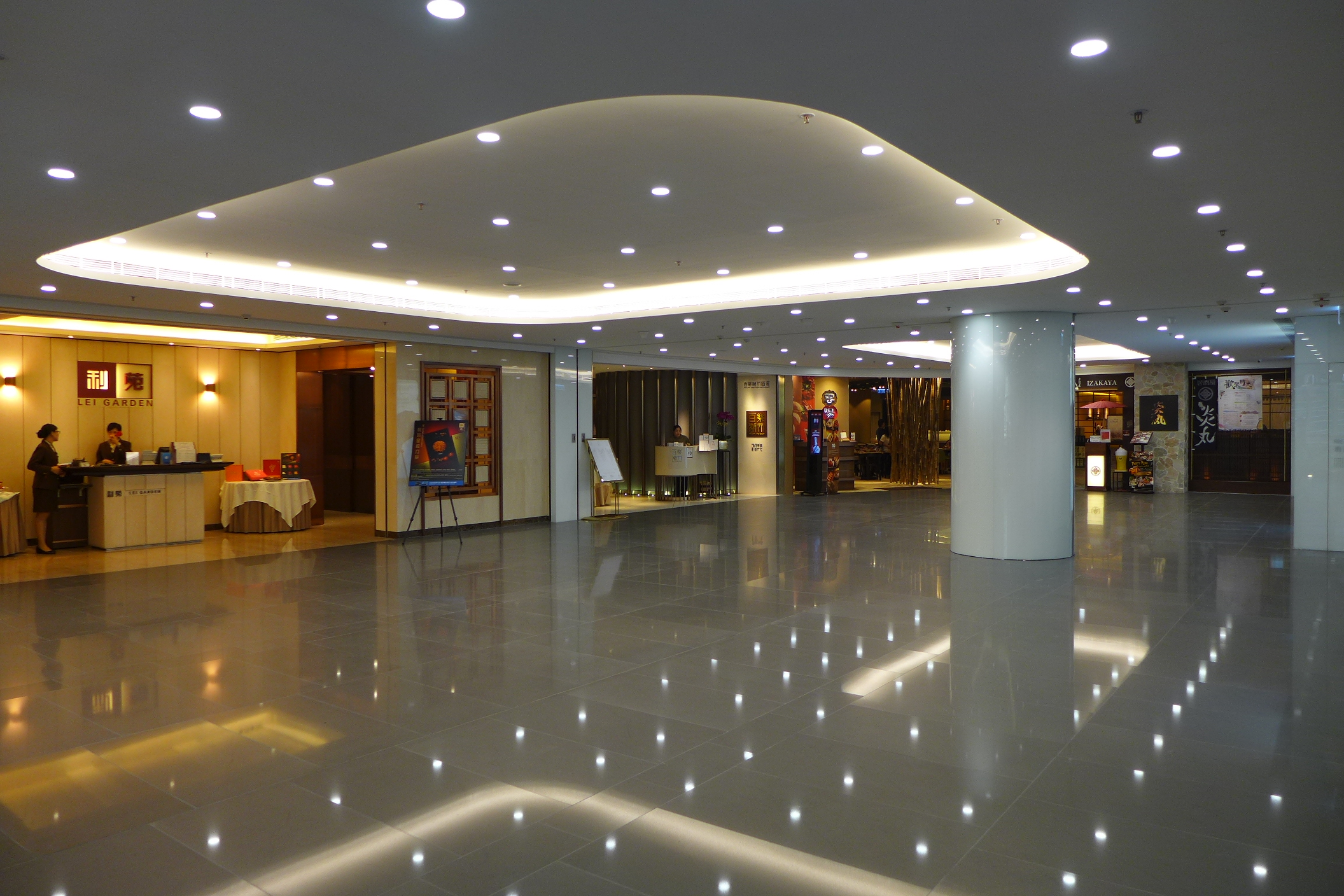
食通天，翻新後10樓大堂

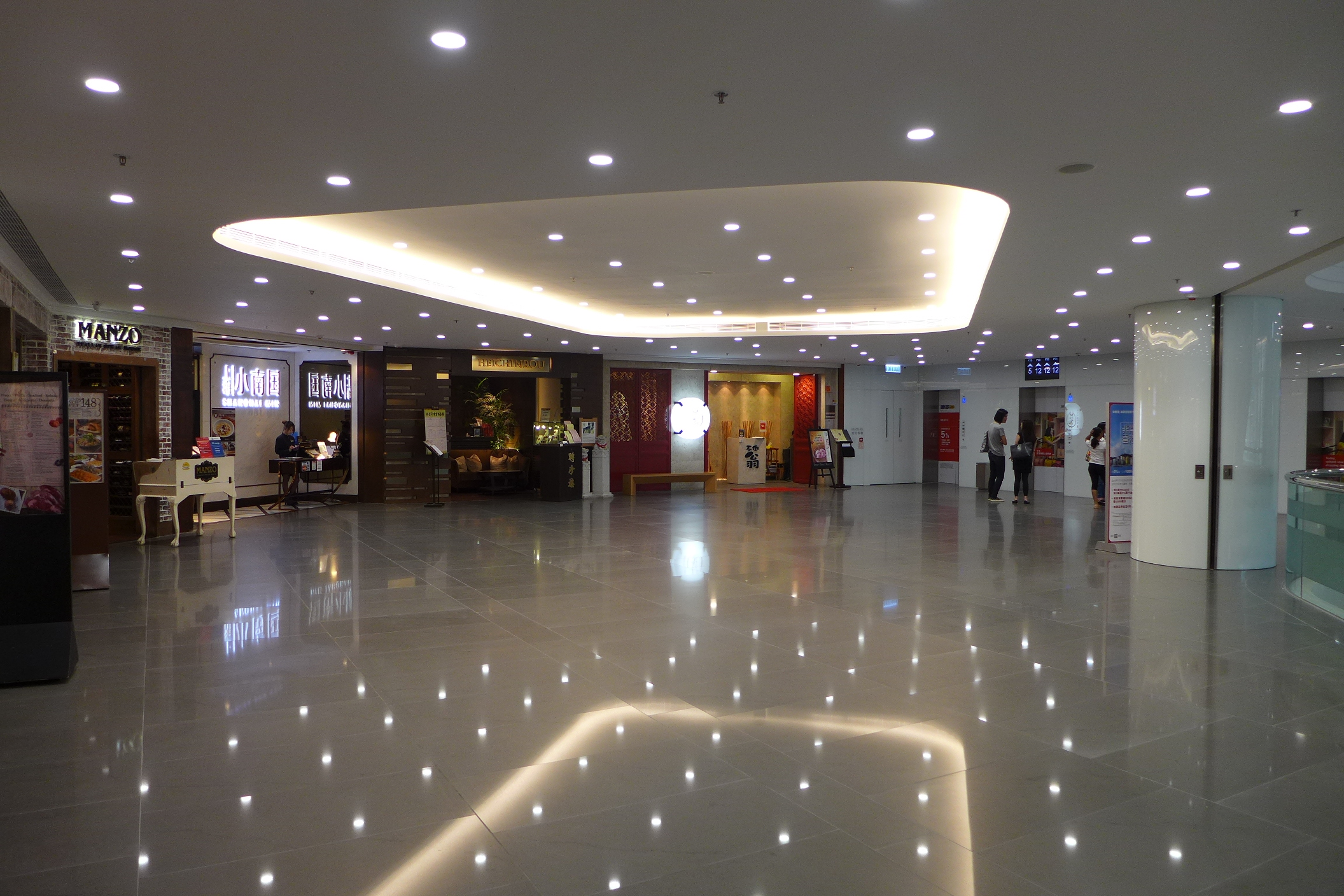
食通天，翻新後11樓大堂

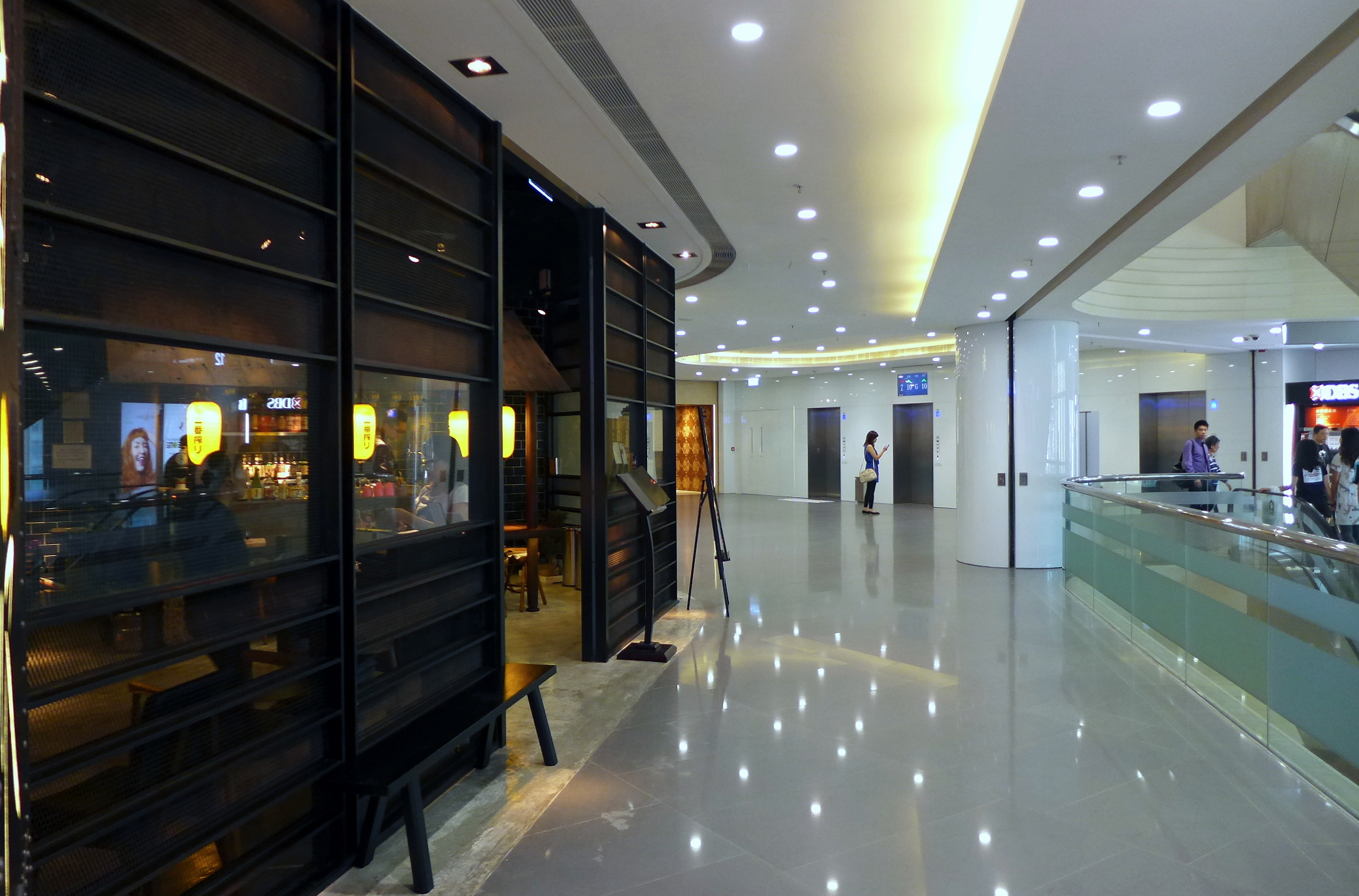
食通天，翻新後12樓大堂

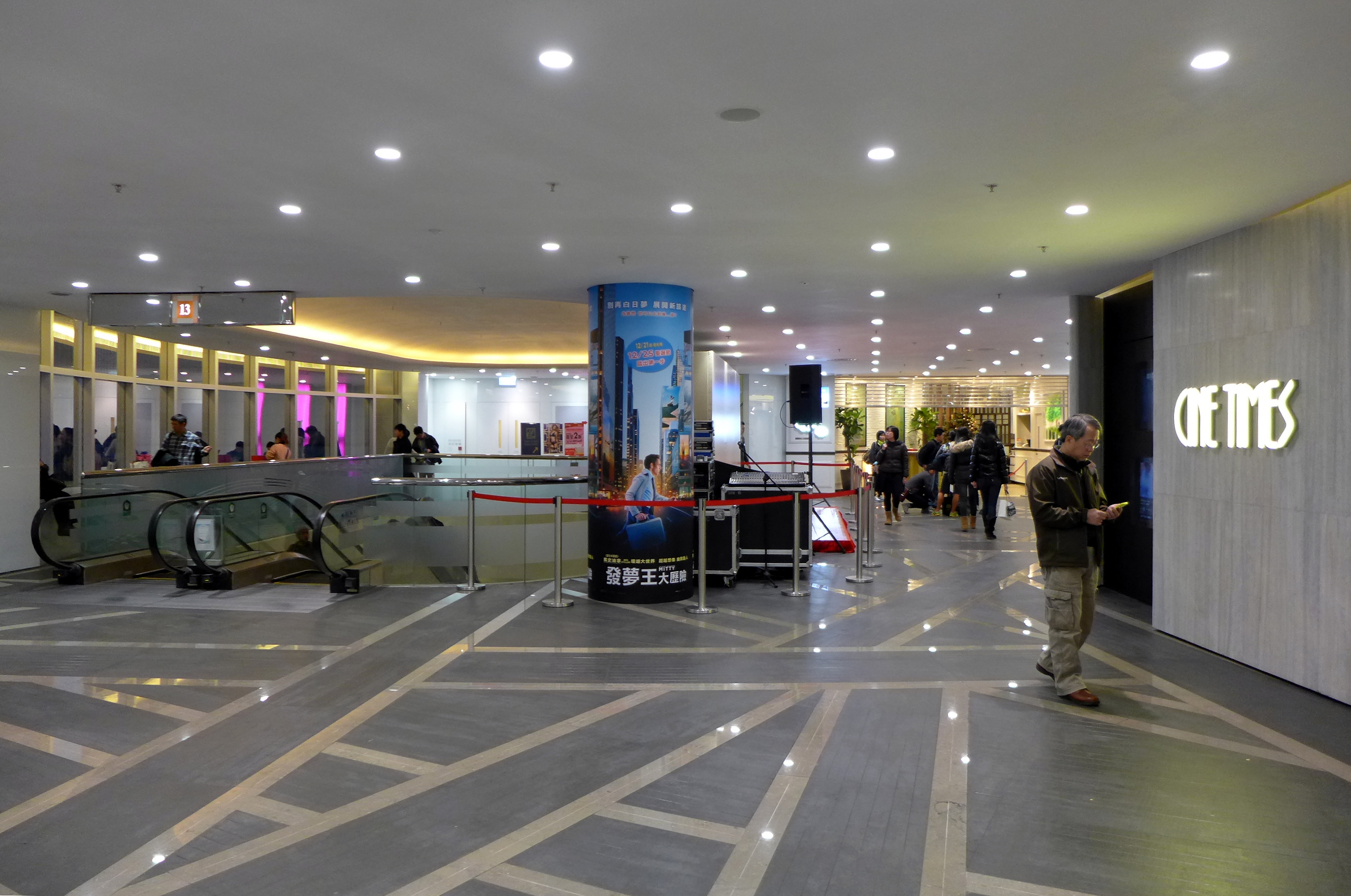
食通天，翻新後13樓大堂

食通天（英語：Food Forum），為一處位於香港銅鑼灣時代廣場商場頂層的食肆群，是該區的著名高檔飲食地點，於1994年4月13日開幕，由香港上市公司九龍倉置業擁有。

## 設計概念
當年食通天部份由A & T Design Limited設計，每層裝修各有特色，以迎合當年食肆分類，10樓「食在廣東」以時代廣場的裝修為主題、11樓「亞洲風情」以東南亞園林為主題，利用竹葉作為柱廊裝飾、配合紅磚地台及深綠色的天花；12樓「家鄉名廚」曾以傳統中國街為主題；不過於2000年代初進行翻新後，採用了普通的天花設計。只有地台得以保留。13樓「國際珍味」以歐洲風格為主題，採用大理石柱、具特色的地台及天花畫。

## 設施
食通天設有四部升降機快速來往地面及食通天（10-13樓）。此外，於時代廣場9樓亦設有扶手電梯來往食通天。

## 翻新工程
配合內地客對國際名牌的需求，九龍倉耗資5億元將時代廣場地下至2樓的2萬呎UA戲院搬上商場12樓及13樓的食通天位置。工程於2012年1月展開，為期12個月至18個月，位於場12樓及13樓的新戲院會由原本3間變成5間迷你戲院，於2013年開業。
12樓及13樓食通天位置翻新後，新增了多間食肆，包括韓國餐廳School Food、日本餐廳Zushi ANA、越式餐廳芽莊越式料理等。唯原有的特色裝修設計完全消失，大部份範圍以香港商場常見的白色膠版外牆為主要用料，欠缺任何裝飾，特色欠奉，務求將遊人的「購物體驗」限於店舖內。
到2015年起，10樓及11樓公共範圍亦進行翻新，原有的特色設計完全消失。翻新後以白色及灰色為主調。

## 食肆名單
- 10樓：鴨大哥、百樂潮州、利苑酒家、Greenhouse，鴨大哥 Forbiden Duck
- 11樓：饗11Gathering[1]、Club Albergue 1601、川川、十里、GRÉYHOUND CAFE
- 12樓：PizzaExpress、鮨穴  、鍾廚
- 13樓：SULJIB、悅 YUE、芽莊越式料理

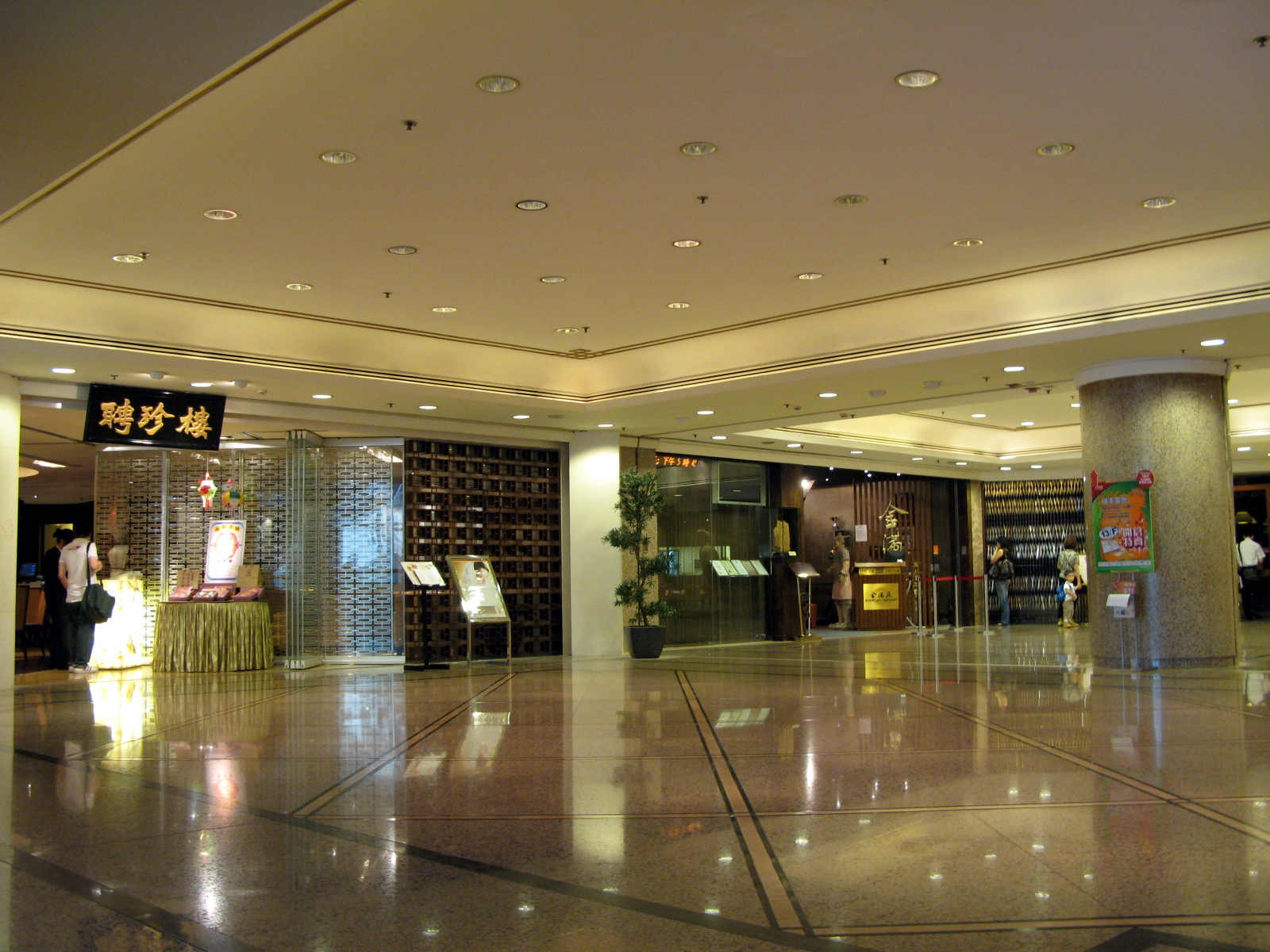
翻新前10樓大堂
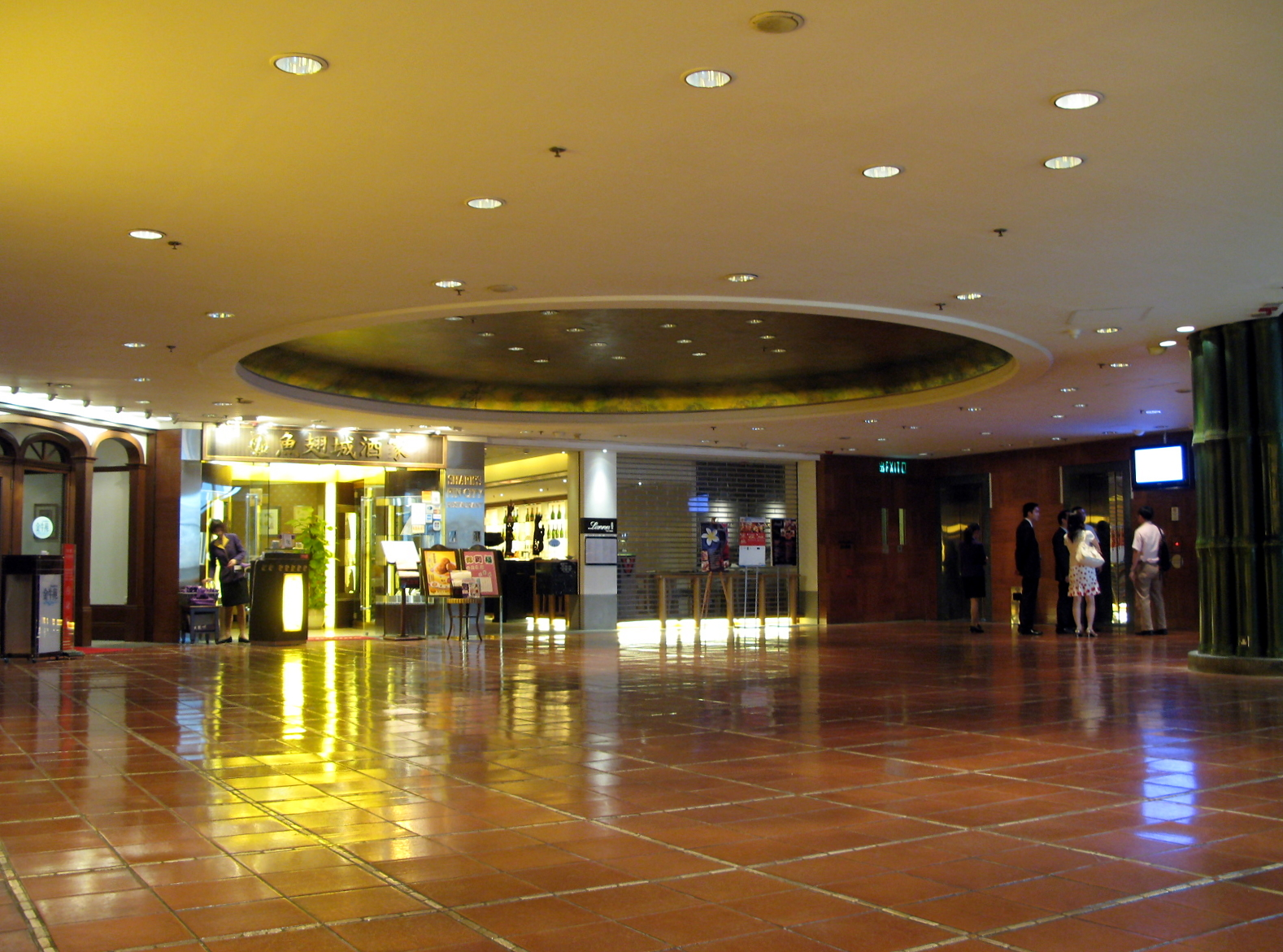
翻新前11樓大堂
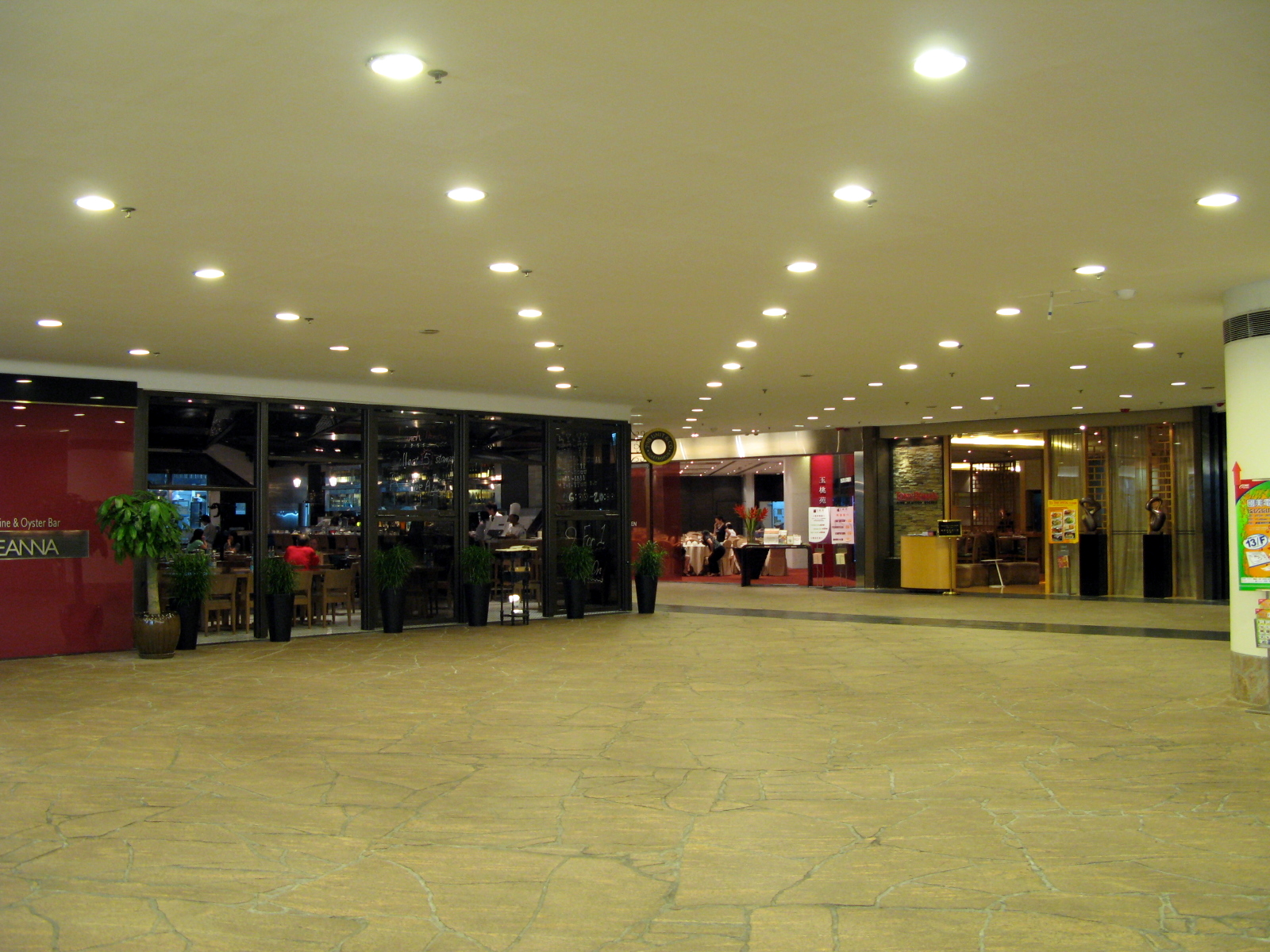
翻新前12樓大堂
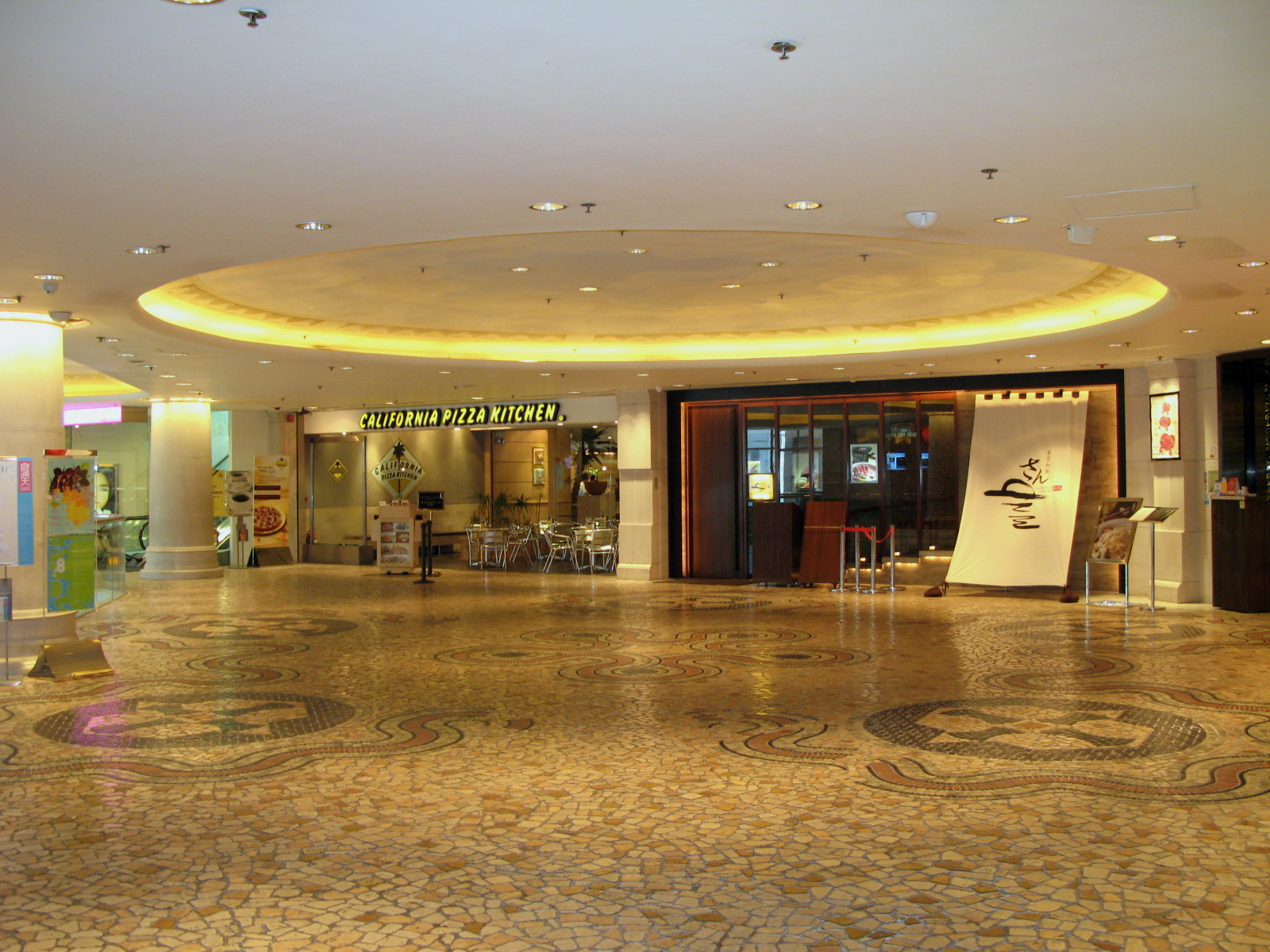
翻新前13樓大堂

## 已結業食肆
- 10樓：榕華閣、皇廷酒家、聚賢宮海鮮酒家、匯濠軒、菊花閣、鍾菜、鴻星海鮮酒家、金滿庭
- 11樓：ChinaMax、心‧泰、魚翅城酒家、藍納泰、VIP 國際美食餐廳、金象苑泰國菜館、金牛苑越南菜館
- 12樓：梁山泊、玉桃苑、寶光素食、金飯館、小南國、多利蘿瑪排骨之家、798 Unit & Co、鰲、阿里朗韓國餐廳
- 13樓：一心日本料理、滬江大飯店、Shooters 52、Eureka - Euromerican Restaurant & Bar、法式牛扒屋、California Pizza Kitchen、東京和食SUN、洞庭樓、山葵日本料理

## 交通
- 電車
- 港鐵：銅鑼灣站A出口

## 參閱
- 時代廣場